# Hildegard Neumann (Historikerin)
Hildegard Neumann, geborene Dreßler, (* 11. Mai 1933 in Neugersdorf; † 22. Juni 2009 in Dresden) war eine deutsche Historikerin und Funktionärin der Sozialistischen Einheitspartei Deutschlands (SED).

## Leben
Hildegard Neumann, Tochter eines Tischlers und einer Näherin, wurde in Neugersdorf in der Amtshauptmannschaft Löbau geboren. Sie besuchte von 1939 bis 1947 die Grundschule in Neugersdorf und von 1947 bis 1949 die Oberschule in Löbau. Sie wurde 1946 Mitglied der Freien Deutschen Jugend (FDJ) und war von 1949 bis 1951 Mitarbeiterin für Agitation und Propaganda der FDJ-Kreisleitung Löbau. Gleichzeitig arbeitete sie als Bibliotheksgehilfin in der Volksbibliothek  Neugersdorf. Im Jahr 1950 wurde sie Kandidat und 1952 Mitglied der Sozialistischen Einheitspartei Deutschlands (SED). Von 1951 bis 1953 studierte sie am Institut für Lehrerbildung in Leipzig. Sie legte 1953 eine Sonderreifeprüfung ab und studierte von 1953 bis 1957 am Franz-Mehring-Institut der Universität Leipzig mit dem Abschluss als Diplom-Lehrer für Marxismus-Leninismus. 1957/58 war sie wissenschaftliche Assistentin am Institut für Marxismus-Leninismus der Technischen Hochschule Dresden und von 1958 bis 1961 Erster Sekretär der FDJ-Kreisleitung an der TH Dresden. Nach einer planmäßigen Aspirantur war sie von 1964 bis 1966 wissenschaftliche Assistentin und von 1966 bis 1968 wissenschaftliche Oberassistentin am Institut für Marxismus-Leninismus der TU Dresden. Im Februar 1966 wurde sie an der Humboldt-Universität zu Berlin zum Dr. phil. promoviert. Das Thema ihrer Dissertation lautete Soziologische Studie über die Entwicklung des gesellschaftlichen Verantwortungsbewußtseins bei den jungen Naturwissenschaftlern und Technikern in der sozialistischen Gesellschaft. Im September 1974 habilitierte sie sich (Dissertation B) mit der gemeinsam mit Werner Strauss erarbeiteten Schrift Die neue Entwicklungsetappe der sozialistischen Staatengemeinschaft und des sozialistischen Internationalismus und die höheren Anforderungen an das internationalistische Denken und Handeln der Arbeiterklasse und aller Werktätigen bei der bewußten Gestaltung der sozialistischen ökonomischen Integration, die beim Wissenschaftsrat der Technischen Universität Dresden eingereicht wurde.
Von September 1976 bis 1990 wirkte sie als Ordentlicher Professor für Dialektischen und Historischen Materialismus an der Sektion Marxismus-Leninismus der TU Dresden. Von September 1977 bis September 1983 fungierte sie als Sekretär für Agitation und Propaganda der SED-Bezirksleitung  Dresden (Nachfolgerin von Hans Hübner). Sie war ferner Abgeordnete des Bezirkstages Dresden, Vorsitzende der Geschichtskommission bei der SED-Bezirksleitung und Mitglied der Kommission zur Erforschung der Geschichte der örtlichen Arbeiterbewegung, für die sie u. a. 1988 das Heft 7 über die Novemberrevolution und die KPD-Gründung in Ostsachsen herausgab.
Im Jahr 1990 wurde sie emeritiert und ging in den Vorruhestand bzw. in die Rente. Sie gehörte zuletzt der Partei Die Linke an.

## Schriften (Auswahl)
- Dresden – Verpflichtung zum Frieden. Aus 4 Jahrzehnten Friedenskampf. In: Jahrbuch [...] zur Geschichte Dresdens, Dresden 1985, S. 19–32 ISSN 0419-7291
- Historische Lehren und Erfahrungen zum Volksentscheid in Sachsen am 30.6.1946. In: Sächsische Heimatblätter, 28, Nr. 1, 1982, S. 1–10
- (Hrsg.): Die Novemberrevolution und die Gründung der KPD in Ostsachsen (= Kommission zur Erforschung der Geschichte der örtlichen Arbeiterbewegung, 7), Dresden 1988